# Pałac w Gawronkach
Pałac w Gawronkach (niem. Schloss Klein Gaffron) – zabytkowy pałac w miejscowości Gawronki (województwo dolnośląskie).
Pierwotnie dwór wybudowany przez rodzinę von Niebelschütz w XVI w. Hans von Schweinichen w XVIII w. przebudował dwór na dwupiętrowy pałac. Obiekt postawiony na planie litery L od frontu posiadał barokowy portal zwieńczony kartuszem, z herbami szambelana Hansa von Schweinichen i jego żony Susanny von Braun, umieszczonym pod balkonem.
Obiekt jest częścią zespołu pałacowego przebudowanego w XIX w.

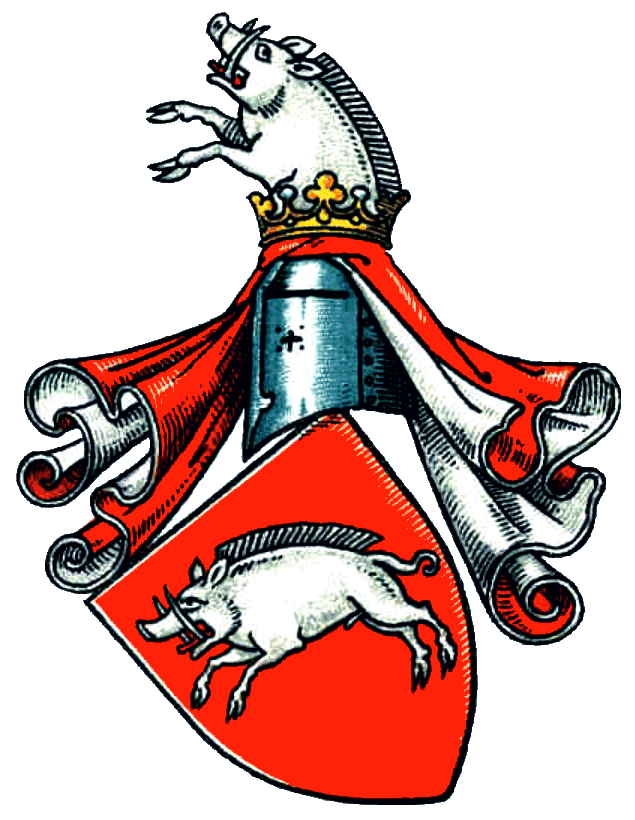
Herb Schweinichen
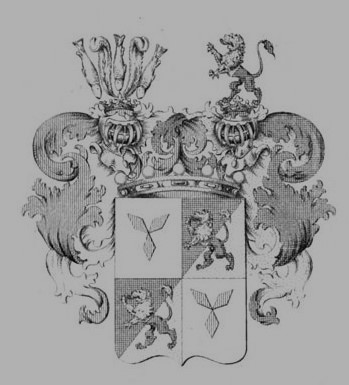
Herb von Braun